# De Prati
De Prati es la tienda departamental más grande del Ecuador con 14 tiendas a nivel nacional y su tienda en Internet deprati.com. Sus principales categorías están compuestas por productos de Moda, Belleza, Hogar y Tecnología. Su sede se encuentra en la ciudad de Guayaquil donde nació hace más de 80 años, tiempo en el que ha liderado la innovación en el retail ecuatoriano.  
La compañía fue fundada por los italianos Mario De Prati y Doménica Cavanna, quienes con visión de futuro constituyeron la primera empresa en Ecuador en usar un sistema de crédito directo a través de una tarjeta corporativa que facilitó las transacciones de sus clientes. Actualmente, cuentan con más un millón de clientes con Crédito De Prati.
Cuenta con un equipo compuesto por alrededor de 2.500 personas que trabajan en Guayaquil, Quito, Machala y Manta, cuatro grandes ciudades donde De Prati tiene presencia actualmente. Influenciados por la innovación y tecnología, la empresa ha venido realizando una serie de innovaciones que implican brindar una mejor experiencia de compra para sus clientes en sus tiendas físicas.
Su canal de venta en Internet deprati.com fue pionero en Ecuador, lanzado en 2007 ha recibido varios reconocimientos por su funcionalidad y practicidad al momento de comprar en línea y continúa evolucionando desde entonces. De igual manera, han desarrollado una experiencia omnicanal que integra el acceso fácil mediante plataformas digitales a las diferentes categorías, conservando (y optimizando) la tienda física como el lugar donde se desenvuelve y confluye todo el trayecto de compra del cliente.
A la par de su crecimiento, De Prati ha mantenido su compromiso con el desarrollo sostenible a lo largo de toda la cadena de valor. Desde hace más de 15 años acompaña a sus proveedores locales en la consolidación de la industria ecuatoriana de moda, fortaleciendo la producción local y cuidando que sus procesos respeten el medio ambiente. Y desde el 2014 lleva adelante el programa de formación y empoderamiento femenino, Mujeres Confeccionistas, donde más de 800 mujeres de zonas vulnerables en Guayaquil, Quito y Manta, se han capacitado en técnicas de costura y confección, desarrollo humano y emprendimiento.

## Historia y expansión

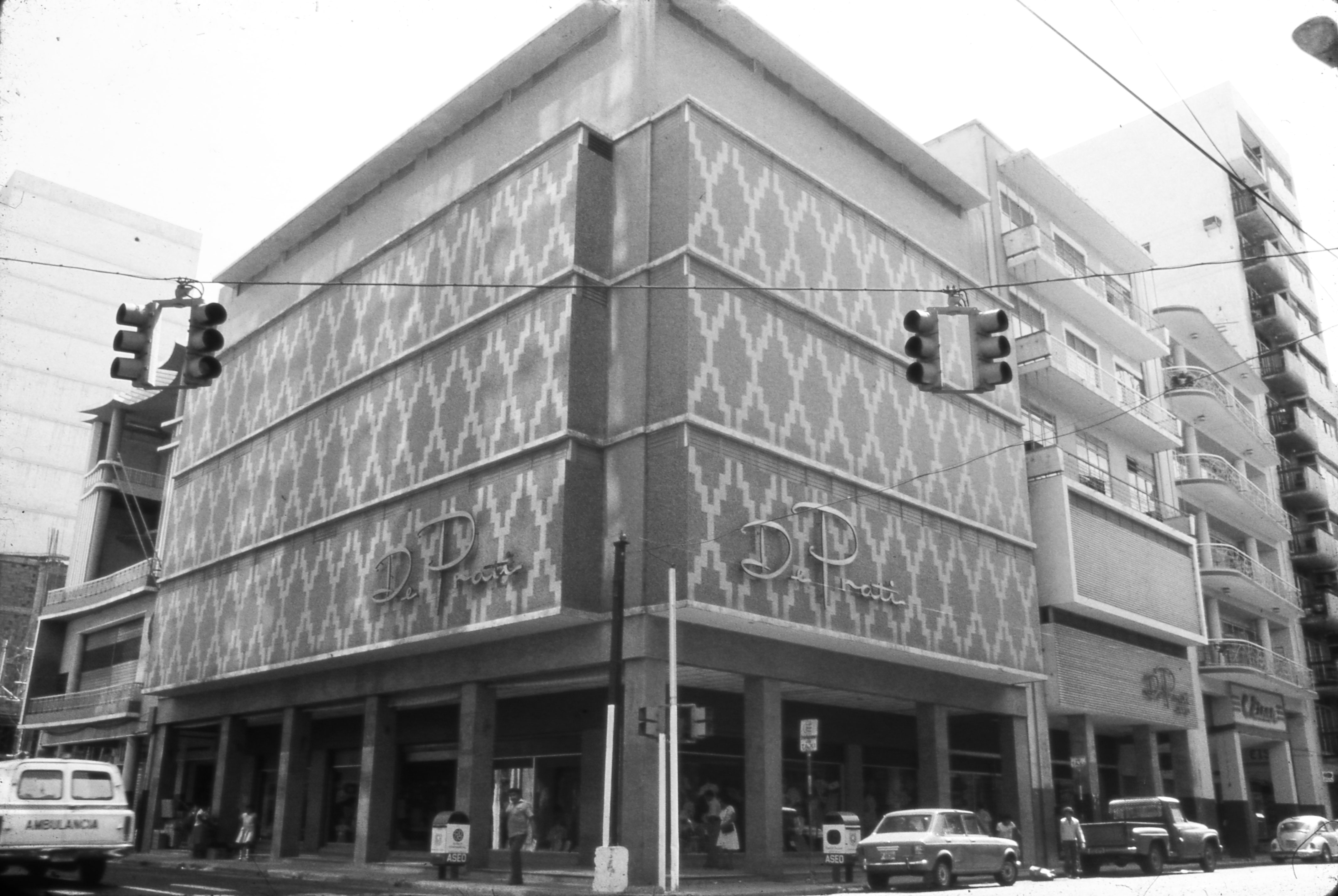
Tienda principal de los almacenes De Prati, fachada antigua. Calles Luque y Chile, ciudad de Guayaquil, Ecuador.

La historia de esta compañía inicia a finales de los años 20 con el sueño de dos visionarios italianos, Don Mario De Prati y Doña Doménica Cavanna, quienes llegan a Cuenca desde Italia impulsados por su deseo de emprender nuevos retos. En el año 1940 deciden montar su propio almacén de venta de tejidos importados en la ciudad de Guayaquil bajo el nombre de Mario De Prati, el mismo que años más tarde expandiría su línea hacia artículos de hogar de extraordinaria calidad, como cristalería, adornos de porcelana, cerámica, mármol, entre otros.
En 1951 se inaugura su tienda en las calles Luque y Chile, ubicación que se mantiene hasta la actualidad, y en 1960 se crea el logo y la marca De Prati tal como la conocemos hoy. En el año 1968 se inicia el sistema de Crédito De Prati, para que los clientes accedieran a mejores planes de financiamiento y beneficios exclusivos, convirtiéndose en uno de los principales diferenciadores de la compañía.
La apertura de la boutique 33 en el año 1973 marcaría sus inicios en producción local, con la fabricación y venta de ropa bordada de Cuenca y muchas otras artesanías nacionales. El negocio continúa expandiéndose y es en 1996 cuando llega por primera vez al mercado quiteño con la apertura de su tienda en el C.C. Quicentro Shopping. Posterior a ello, y buscando siempre mantenerse a la vanguardia, en el año 2007 decide incursionar en el negocio e-commerce, liderando la innovación en el retail ecuatoriano y constituyéndonos en la primera tienda en Internet del país.
A partir del 2013 inicia el proceso de renovación de sus locales y expansión hacia nuevos territorios, llegando así en el 2017 a la provincia de Manabí con su primera tienda en la ciudad de Manta en el C.C. Mall del Pacífico. Hoy, cuenta con 14 tiendas ubicadas en Guayaquil, Quito y Manta y su tienda en línea deprati.com con envíos a todo el país.
De Prati anunció en abril de 2022 un contrato con el Ministerio de Producción, Comercio Exterior, Inversiones y Pesca de Ecuador comprometiéndose a invertir 80 millones de dólares en el país.

## Locaciones

### Guayaquil, Guayas

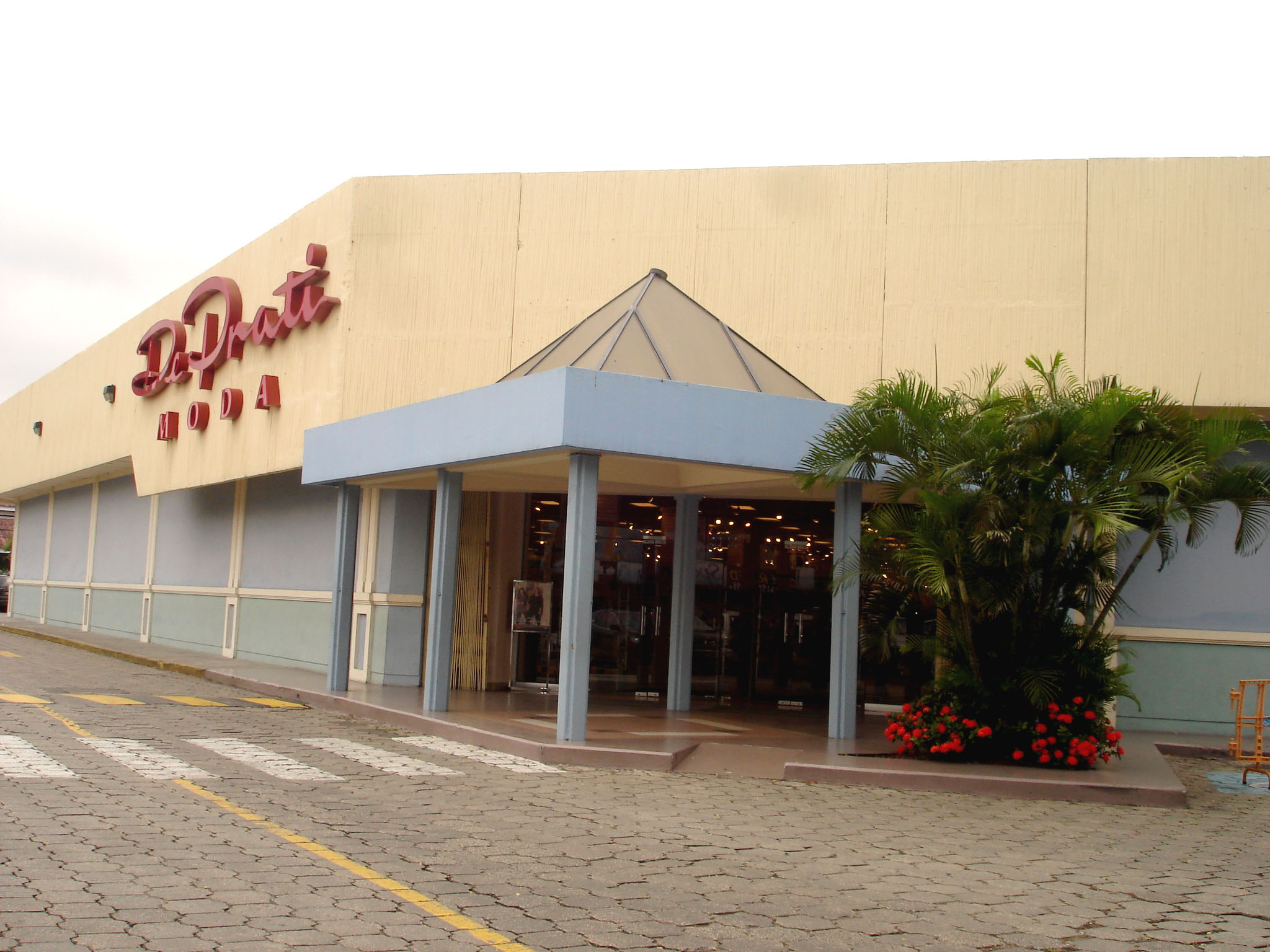
De Prati, CC Policentro, Guayaquil

1. De Prati Luque, centro de Guayaquil (sede central)
2. De Prati San Marino Shopping, Kennedy
3. De Prati Centro Comercial La Rotonda
4. De Prati Centro Comercial Policentro
5. De Prati Sur, sur de Guayaquil
6. De Prati en Plaza Navona, via a Samborondón

### Quito, Pichincha
1. De Prati Centro Comercial Quicentro Norte
2. De Prati Centro Comercial Quicentro Sur
3. De Prati Centro Comercial Condado Shopping
4. De Prati Centro Comercial San Luis Shopping
5. De Prati Centro Comercial Scala Shopping
6. De Prati Centro Comercial El Recreo
7. De Prati Centro Comercial El Portal

### Manta, Manabí
1. De Prati Mall del Pacífico

### Machala, El Oro
1. De Prati, Av 25 Junio

## Alianza Grupo Cortefiel
En abril del año 2015, bajo el mando de José Francisco Jiménez, presidente ejecutivo, y de Aldo Xavier Borges De Prati, presidente del directorio, De Prati reconoció su alianza con el grupo español Cortefiel (competencia directa del grupo Inditex [Zara, Bershka, Pull & Bear, etc]), uno de los grupos textiles más grandes de Europa y el mundo. Con esta alianza, De Prati conlleva entre su mercadería las nuevas marcas españolas Women's Secret.

## Línea de producción y responsabilidad social
Por más de 17 años, junto a proveedores locales, De Prati ha desarrollado sus marcas propias con producción nacional que manejan altos estándares de calidad, así como la creación de productos que sean responsables con el ambiente tanto por el uso de materias primas, como por los procesos de bajo impacto ambiental. Asimismo, para lograr el objetivo de calidad De Prati trabaja de la mano de los proveedores para identificar oportunidades de mejora permanentemente y apoyar su crecimiento. 
Mantiene una relación sólida y cercana con los proveedores ofreciendo capacitaciones permanentes en temas de producción, diseño, acondicionamiento y distribución de la mercadería. Esto permite a los proveedores locales generar nuevas plazas de trabajo, tener un crecimiento sostenido y consolidar la reactivación del sector.
Como parte de su compromiso con la comunidad, De Prati, junto con la fundación Acción Solidaria, llevan adelante el programa Mujeres Confeccionistas, un proyecto de formación, desarrollo humano y emprendimiento que transforma la vida de cientos de mujeres ecuatorianas.
Mujeres Confeccionistas, que se lleva a cabo desde el año 2014 en Guayaquil, 2015 en Quito y 2018 en Manta, capacita en técnicas de costura y confección a mujeres de zonas vulnerables, brindándoles herramientas que impulsen su desarrollo personal, fomentando la autoconfianza e independencia laboral y económica para el bienestar propio, de su familia y la comunidad. El programa, que es totalmente gratuito, está dirigido a mujeres entre 18 y 55 años en Guayaquil, Quito y Manta que tengan interés en aprender y generar un emprendimiento para sacar adelante a sus familias.
Son más de 700 mujeres que se han graduado del programa Mujeres Confeccionistas hasta el momento.

## Reconocimientos
- 2010: 1.er Lugar Ekos de Oro
- 2011: 21.º Lugar Great Place to Work Institute
- 2012: 1.er Lugar Ekos de Oro
- 2013: 9.º Lugar Great Place to Work Institute
- E-Commerce Award del ILCE, por su participación en el sector de comercio electrónico.
- 2017: Empresa líder en comercio electrónico en nuestro país en la categoría de Indumentaria y Moda durante los premios E-Commerce Award Ecuador
- 2018: 1.er lugar en los premios Ekos de Oro como La Empresa Más Eficiente en el sector de Comercio de Ropa y Calzado.
- 2018: 5.ª Mejor Empresa para Trabajar del Ecuador según Great Place To Work
- Sello Hace Bien: Acreditados con el protocolo sello "Hace Bien", un reconocimiento otorgado por el Ministerio de Industrias y Productividad con la certificación de Bureau Veritas, que respalda el correcto cumplimiento de buenas prácticas ancladas en 4 pilares: Trabajadores, Comunidad, Clientes y Proveedores; Gobierno y Ambiente.
- Sello Empleo Joven: Sello "Empleo Joven" otorgado por la Municipalidad de Quito que promueve las oportunidades laborales para jóvenes entre los 18 y 29 años.
- Categoría AAA: La empresa especializada en Ratings Financieros Pacific Credit Ratings otorgó la Calificación AAA al Fideicomiso Tercera Titularización de Flujos - De Prati, que indica la excelente capacidad de generar flujos de fondos y responder por las obligaciones establecidas en los contratos de emisión.
- Mérito Empresarial: La Cámara de Comercio de Guayaquil entregó el Reconocimiento al Mérito Empresarial, distinción que confiere a aquellas compañías que, mediante su destacada actuación en el mercado, promueven el sistema de la libre empresa en el país.
- Premio General Rumiñahui: El Programa Mujeres Confeccionistas recibió el Reconocimiento General Rumiñahui por sus buenas prácticas de responsabilidad social, organizado por la Gobernación de Pichincha y la Revista Ekos.
- Referencias

1. ↑  «De Prati invertirá 80 millones de dólares El sábado 16 de Julio de 2022 inició la construcción de Plaza Navona en Machala y se prevé abrir al público a finales de noviembre de este mismo año.». El Universo. Consultado el 15 de mayo de 2022.